# Redaktionshistorie
Redaktionshistorie eller redaktionskritik undersøger inden for bibelforskningen hvilken rolle den såkaldte redaktor eller redaktorinstans, betegnet R, har haft for den pågældende teksts endelige udformning, dens tilrettelæggelse eller redaktion.
Redaktionskritikken beskriver den måde, hvorpå en senere forfatter har behandlet kilderne til hver forudgående skriftlige traditionstrin, og med hvilken hensigt han har skrevet det.
Således opstår en særlig teologisk profil for hver bibelsk forfatter. Når for eksempel Matthæus og Lukas i mange dele af teksten ifølge tokildeteorien siges at have tyet til Markusevangeliet, undersøger man, hvordan de adskiller sig fra Markusevangeliet. På grundlag af redaktionelle ændringer bestemmes deres egen teologiske profil. Sådanne redaktionelle ændringer kan være: stilistiske justeringer, ombytning af tekstafsnit, reduktioner, udvidelser, sammenlægning af forskellige traditioner og teologiske fortolkninger af det litterære forlæg.
På dette metodetrin kan der også inddrages kompositionskritik, dvs. analyse af hvordan hele værket er struktureret.